# Teleskop (Zeitschrift)

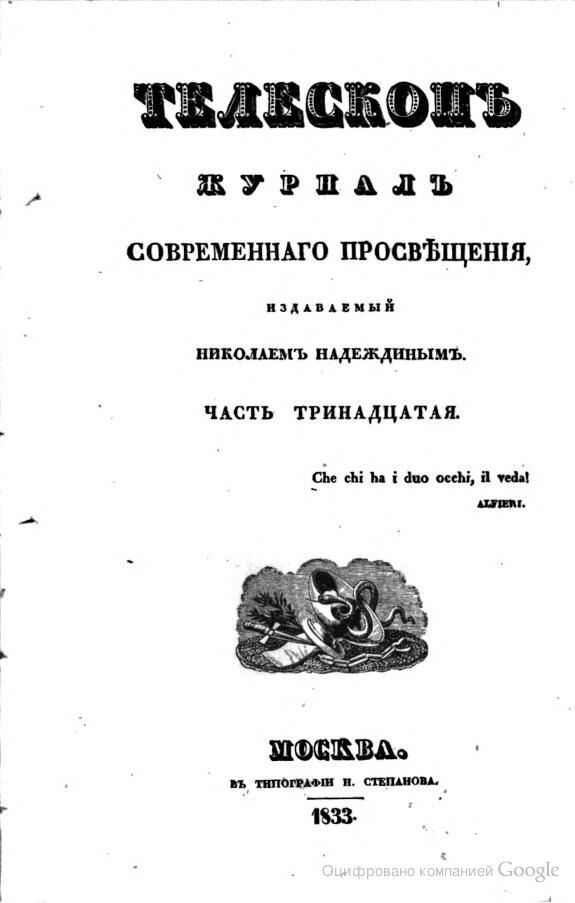
Teleskop (Moskau 1833)

Teleskop (russisch Телескоп) war eine literarische, philosophische und politische Zeitschrift, die von N. I. Nadeschdin 1831–1836 in Moskau herausgegeben wurde.
Sie erschien zweimal im Monat, ab 1834 wöchentlich. Nadeschdins andere Publikation, die Zeitung Molwa (russisch Молва), war von 1832 bis 1835 eine Beilage zum Teleskop. In Artikeln über philosophische Fragen entwickelte das Teleskop idealistische Ansichten im Geiste des frühen Schelling; gleichzeitig forderte die Zeitschrift die Konvergenz der philosophischen Theorie mit der Realität und verteidigte die Ideen der Nationalität. Im Teleskop wurden Arbeiten von A. S. Puschkin, F. I. Tjuttschew, A. I. Poleschajew, N. W. Stankewitsch und A. W. Kolzow veröffentlicht.
Zu den Mitarbeitern der Zeitschrift gehörten in den ersten Jahren M. P. Pogodin und S. P. Schewyrjow. Ab 1833 arbeitete W. G. Belinski am Teleskop mit, ab 1834 war er Nadeschdins Assistent in der Redaktion.
1836 schloss die Regierung das Teleskop wegen der Veröffentlichung von P. Ja. Tschaadajews Erstem Philosophischen Brief, Nadeschdin wurde in die Verbannung nach Ust-Syssolsk geschickt und durfte sich später in Wologda niederlassen.